# Alexandru Tudorie
Alexandru Tudorie (* 19. März 1996 in Galați) ist ein rumänischer Fußballspieler.

## Karriere

### Verein
Tudorie begann seine Karriere bei Oțelul Galați. Im März 2013 debütierte er für die Profis von Oțelul in der Liga 1. Bis zum Ende der Saison 2012/13 kam er zu drei Einsätzen. In der Saison 2013/14 absolvierte er 19 Spiele im rumänischen Oberhaus, in denen er zweimal traf. In der Saison 2014/15 kam er zu 24 Einsätzen und machte vier Tore. Zur Saison 2015/16 wechselte er zum Ligakonkurrenten Steaua Bukarest. Für Steaua kam er bis zur Winterpause zu 16 Einsätzen. Im Februar 2016 wurde er innerhalb der Liga an den FC Voluntari verliehen. Für Voluntari spielte er während der Leihe zwölfmal in der Liga 1.
Zur Saison 2016/17 kehrte Tudorie nach Bukarest zurück. In jener Spielzeit kam er zu sieben Einsätzen für den Klub, der sich während der Saison in FCSB umbenannte. Zur Saison 2017/18 wechselte der Angreifer dann fest nach Voluntari zurück. In der Saison 2017/18 erzielte er sieben Tore in 15 Saisonspielen, ehe er sich im Oktober 2017 einer Kreuzbandoperation unterziehen musste und den Rest der Saison ausfiel. Wieder genesen kam er in der Saison 2018/19 zu 36 Einsätzen, in denen er zehnmal traf.
Zur Saison 2019/20 wechselte Tudorie nach Russland zu Arsenal Tula. Bei Arsenal konnte er sich aber nicht durchsetzen, bis zur Winterpause spielte er siebenmal in der Premjer-Liga und blieb dabei ohne Torerfolg. Im Februar 2020 wechselte er leihweise ein drittes Mal nach Voluntari. Bis Saisonende kam er dort zu neun Einsätzen und machte drei Tore. Zur Saison 2020/21 wurde er dann innerhalb Rumäniens an den CS Universitatea Craiova weiterverliehen. Für Craiova absolvierte er 17 Spiele in der Liga 1 und traf zweimal. Zur Saison 2021/22 kehrte er wieder nach Tula zurück. Für die Russen kam er bis zur Winterpause zu weiteren sechs Einsätzen.
Im Januar 2022 verließ Tudorie Arsenal dann endgültig und kehrte fest nach Rumänien zurück, wo er sich dem Sepsi OSK Sfântu Gheorghe anschloss. Für Sepsi erzielte er 18 Tore in 51 Ligaspielen.
Mitte Juli 2023 zog es ihn nach Saudi-Arabien. Hier unterschrieb er einen Vertrag beim Zweitligisten Al-Adalah FC. Bis Februar 2024 bestritt er für den Verein aus Hofuf elf Ligaspiele. Hierbei erzielte er drei Treffer.
Mitte Februar 2024 kehrte er nach Rumänien zurück. Hier unterschrieb er in Arad einen Vertrag beim Erstligisten UTA Arad.

### Nationalmannschaft
Tudorie spielte zwischen 2013 und 2019 25 Mal für rumänische Jugendnationalauswahlen.